# Medellín
Pour les articles homonymes, voir Medellín (homonymie).
Cet article possède un paronyme, voir Medellín v. Texas.
Medellin (en espagnol : Medellín) est une municipalité située dans l'Antioquia, un des 32 départements de Colombie, et sa capitale. La commune compte 2 533 424 habitants et son aire métropolitaine (Valle de  Aburrá) 4 055 296 en 2020. C'est la deuxième ville la plus peuplée de Colombie après Bogota. Les habitants de la grande région de Medellín (Antioquia et Eje cafetero) sont communément appelés paisas.
Medellín se trouve dans la vallée de l'Aburrá au sein de la cordillère Centrale des Andes colombiennes. Lorsque les Espagnols arrivent dans la région, au début des années 1500, le territoire est occupé par des indigènes de différentes ethnies.
La ville dispose d'un important système intégré de transport urbain (SITVA) dans lequel les six lignes de metrocable nécessitées par sa situation au cœur de la cordillère Centrale jouent un rôle important au côté du métro (le seul de Colombie) et des bus en site propre.
Medellín est l'un des principaux pôles culturels de Colombie et abrite de nombreux sites touristiques. Elle était par ailleurs le centre du cartel de Medellín, dirigé par le baron de la drogue Pablo Escobar, des années 1970 jusqu'au début des années 1990. Également saignée par le conflit armé, Medellín a été durant cette période le théâtre de nombreux crimes de sang et déplacements de population.

## Toponymie
Au cours de son évolution, la ville de Medellín s'est appelée : « Aburrá de los Yamesíes », « San Lorenzo de Aburrá », « San Lorenzo de Aná », « Valle de San Bartolomé », « Villa de la Candelaria de Medellín » et Medellín. Le nom de la ville honore Medellín d'Estrémadure (Espagne) car la plupart des conquérants espagnols, tel Gaspar de Rodas (es), le premier gouverneur d'Antioquia, étaient originaires de cette région de Badajoz. Le comte Pedro Portocarrero y Luna, président du Conseil pour l'Inde de l'Ouest (« Consejo de Indias »), demanda à la monarchie de donner le nom de Medellín d'Extremadura à une nouvelle fondation américaine. Sa demande fut acceptée le 22 novembre 1674, quand la régente Marie-Anne d'Autriche proclama le nom de « Villa de Nuestra Señora de Medellín ». La proclamation officielle fut effectuée par le gouverneur Miguel Aguinaga y Mendiogoitia le 2 novembre 1675.

## Histoire

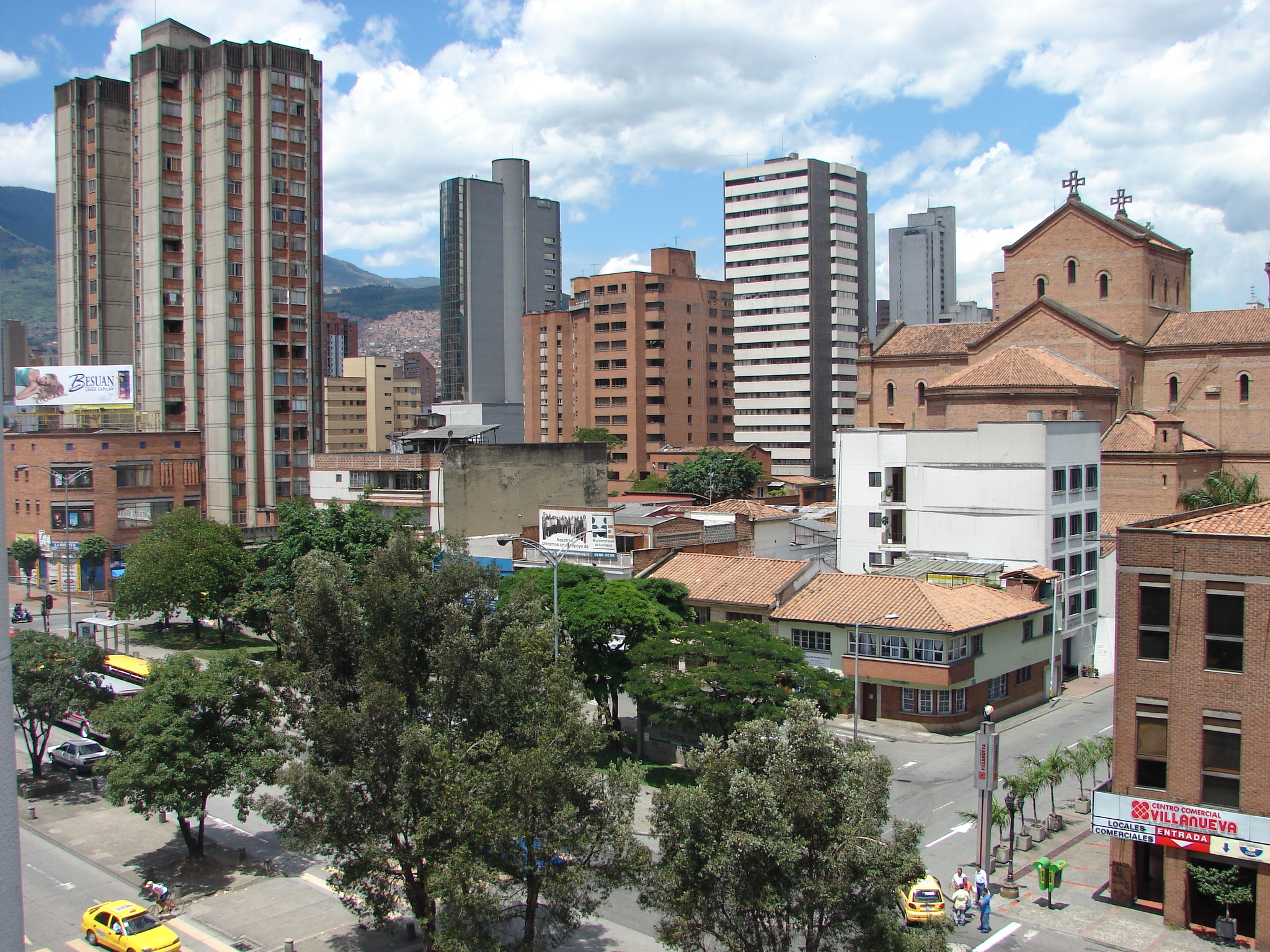
Centre de Medellín

Les premiers Espagnols arrivent dans la région au cours des années 1500 et 1501. Le territoire est alors occupé par de nombreuses tribus appartenant à la grande famille des Caraïbes. Le nom de Medellín tient son origine du nom Metellium, ancien nom latin de la ville de Medellín, dans la province espagnole de Badajoz, nom issu de celui de son fondateur, Quintus Caecilius Metellus Pius.
La vallée où aujourd'hui se trouve Medellín a été vue pour la première fois par les Espagnols en août 1541, en expédition pour le compte de Jeronimo Luis Tejelo, obéissant lui-même aux ordres du maréchal Jorge Robledo, pour trouver des terres et des richesses.
Peuplée d'indigènes de différentes ethnies — Yanmesies, Niquiás, Nutabes (es) (ou Nutabés, ou Nutabae) et Aburraes, selon l'histoire — la vallée est un endroit propice pour que les colons ibériques, à la tête desquels Francisco de Herrera Campuzano (es), fondent le 2 mars 1616 le village de San Lorenzo de Aburrà, sur le site qu'occupe aujourd'hui le parc El Poblado.
En 1674, un certificat officiel de la reine Marie-Anne d'Autriche lui attribue le titre de Villa et, en 1675, s'établit la Villa de Nuestra Señora de la Candelaria de Medellín.
En 1813, le gouverneur Juan del Corral (es) la déclare ville, motivé par son importance commerciale.
Le 17 avril 1826, Medellín est élevée au statut de capitale d'Antioquia, précédemment dévolu à Santa Fe de Antioquia, et devient rapidement la ville économiquement la plus active.
Pablo Escobar fait de Medellín sa base opérationnelle des années 1970 à sa mort, en 1993. Un quartier de la ville, entièrement financé par le baron de la drogue, porte son nom, le barrio Pablo Escobar. Malgré la violence qu'il a fait régner sur Medellín et sur la Colombie en général, Escobar reste populaire auprès de certains des plus démunis, qu'il a régulièrement fait profiter de ses énormes ressources financières. Il est abattu à Medellín même, le 2 décembre 1993, après y être resté terré pendant plusieurs semaines.

Bidonvilles de Medellín en 1975. Institute for Housing and Urban Development Studies
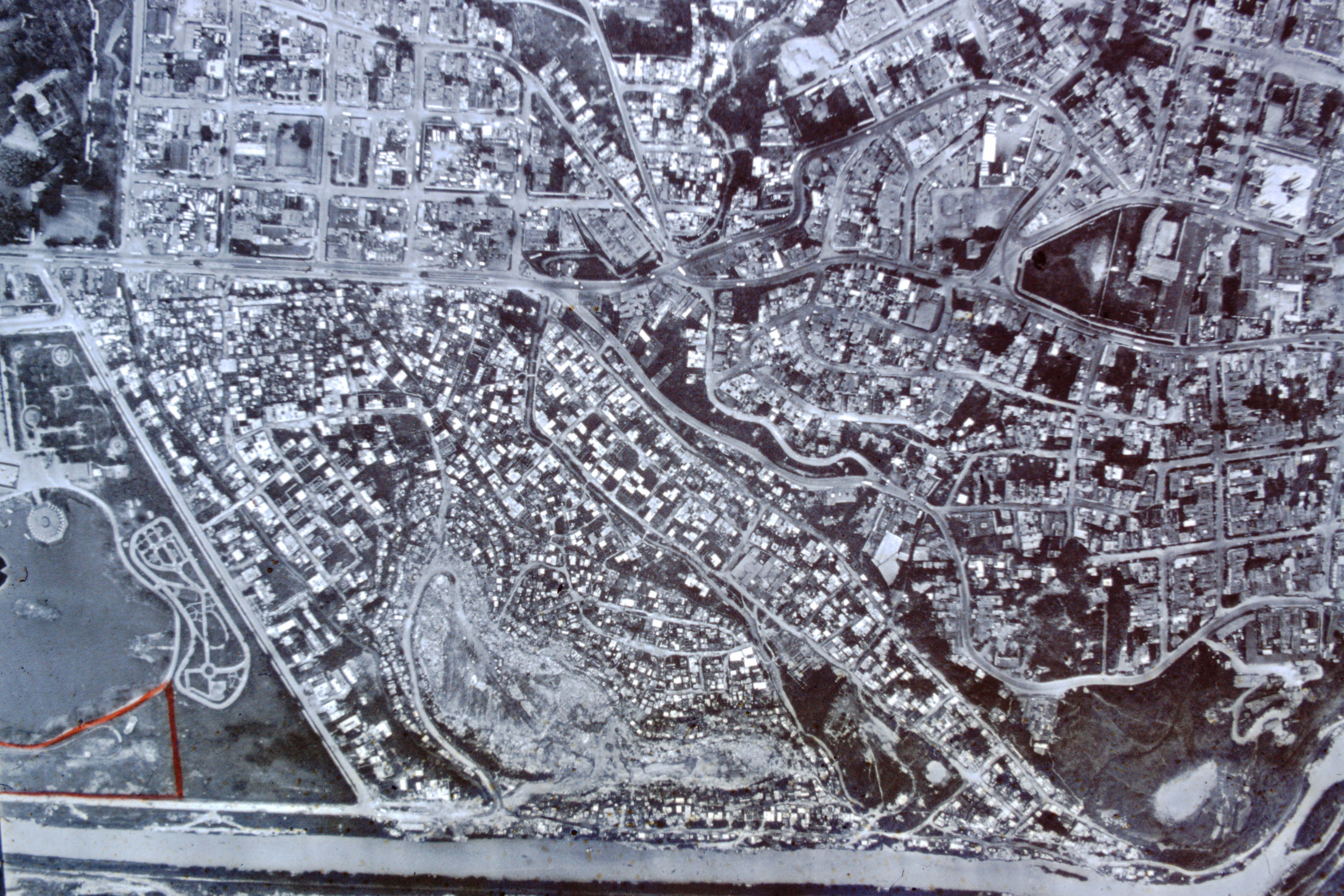
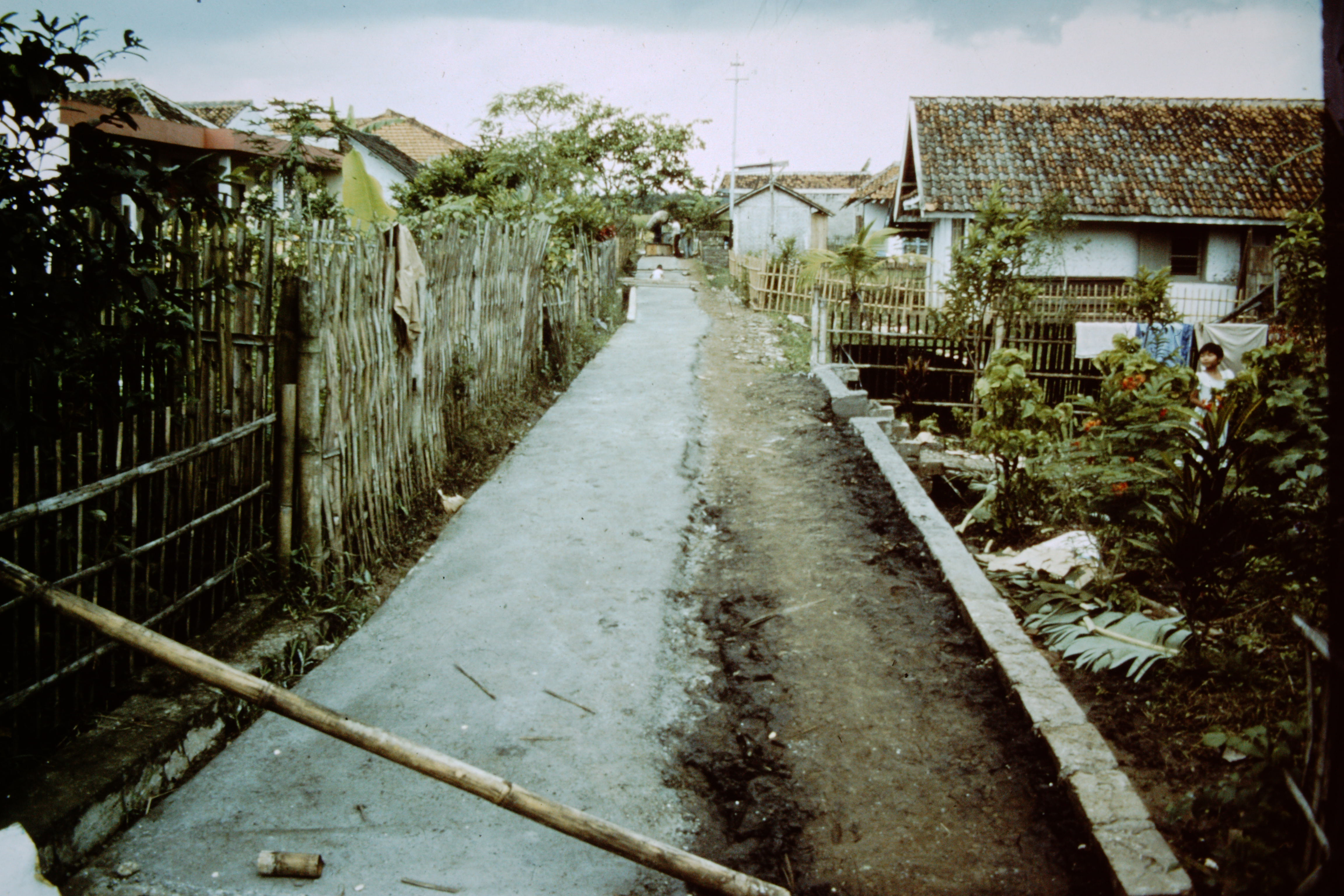
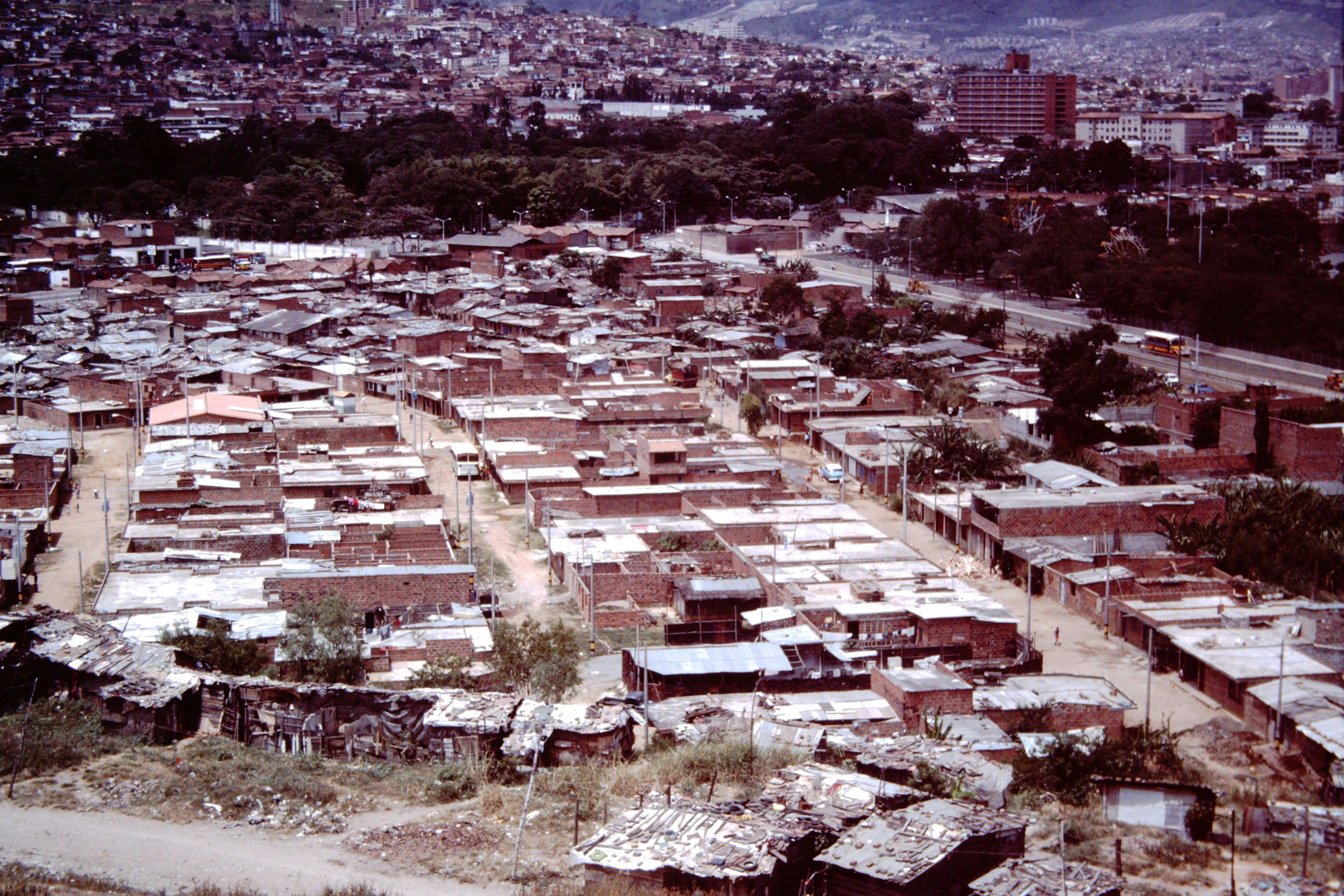

## Géographie
La ville est située à 6° 14′ N, 75° 34′ O. Elle se trouve à 400 km de la capitale Bogota et s'étend sur 380 km2.
La ville de Medellín, située à une altitude de 1 538 mètres, occupe la vallée de l'Aburrá, au sein de la cordillère Centrale, délimitée par les cours des rios Cauca et Magdalena. Le rio Aburrá porte aujourd'hui le nom de río Medellín et poursuit son cours vers le nord. Un de ses surnoms est Capital de la montaña (capitale de la Montagne).
L'encaissement de la vallée détermine des pentes très raides, en particulier dans les quartiers populaires et les invasiones (bidonvilles). Il en résulte un enclavement qu'a étudié l'architecte et urbaniste Camille Reiss. Elle a démontré que les lignes de metrocable (téléphérique) construites pour désenclaver ces quartiers ne sont efficaces que parce qu'elles sont complétées par un réseau très dense de bus, de minibus et de taxis collectifs, en partie informels.
Au nord se situent les communes périphériques de Bello, Copacabana, Girardota, Barbosa, et au sud Itagüí, Envigado, Sabaneta, La Estrella et Caldas, formant avec Medellín l'aire métropolitaine du Valle de Aburrá.

## Climat
Les températures y varient de 28 °C le jour à 16 °C la nuit, ce qui lui vaut l'autre surnom de Ciudad de la Eterna Primavera (ville de l'éternel printemps), ou encore de « ville des fleurs et de l'éternel printemps ».
| Mois                                | jan.  | fév. | mars  | avril | mai   | juin  | jui.  | août  | sep.  | oct.  | nov.  | déc.  | année   |
| ----------------------------------- | ----- | ---- | ----- | ----- | ----- | ----- | ----- | ----- | ----- | ----- | ----- | ----- | ------- |
| Température minimale moyenne (°C)   | 16,7  | 16,9 | 17,2  | 17,4  | 17,3  | 17    | 16,5  | 16,6  | 16,5  | 16,6  | 16,7  | 16,9  | 16,86   |
| Température maximale moyenne (°C)   | 27,7  | 28   | 28    | 27,6  | 27,4  | 27,9  | 28,3  | 28,2  | 27,7  | 26,8  | 27    | 27,1  | 27,6    |
| Record de froid (°C)                | 12,4  | 12,4 | 13    | 13,9  | 12,8  | 10,4  | 10    | 11,4  | 10,2  | 11,2  | 11,2  | 8     | 8       |
| Record de chaleur (°C)              | 31,6  | 33   | 33,4  | 32,8  | 32,2  | 32    | 32    | 33,6  | 33,1  | 33,3  | 33,1  | 32,8  | 33,6    |
| Ensoleillement (h)                  | 175,5 | 149  | 154,2 | 127,9 | 138,9 | 173   | 203,2 | 191,6 | 153,4 | 132,9 | 136,4 | 156,2 | 1 892,2 |
| Précipitations (mm)                 | 61,4  | 76,1 | 120,6 | 163,1 | 199,5 | 147,7 | 118,9 | 154   | 171,7 | 221   | 151,1 | 87,8  | 1 672,9 |
| Nombre de jours avec précipitations | 12    | 13   | 17    | 21    | 24    | 18    | 16    | 20    | 22    | 25    | 21    | 15    | 225     |
| Humidité relative (%)               | 66    | 66   | 67    | 70    | 71    | 67    | 63    | 65    | 69    | 72    | 73    | 70    | 68,3    |

| Diagramme climatique                                  |            |             |               |               |             |               |             |               |             |             |              |
| J                                                     | F          | M           | A             | M             | J           | J             | A           | S             | O           | N           | D            |
| 27,716,761,4                                          | 2816,976,1 | 2817,2120,6 | 27,617,4163,1 | 27,417,3199,5 | 27,917147,7 | 28,316,5118,9 | 28,216,6154 | 27,716,5171,7 | 26,816,6221 | 2716,7151,1 | 27,116,987,8 |
| Moyennes : • Temp. maxi et mini °C • Précipitation mm |            |             |               |               |             |               |             |               |             |             |              |

## Environnement
La pollution de l'air a provoqué plus de 7 000 décès en 2016 dans la ville et représente un cout financier important du fait du traitement des maladies respiratoires.

## Économie
En 2022, Medellín est le deuxième plus important centre économique de la Colombie.
L'industrie textile et l'habillement, mais aussi l'électroménager blanc avec le siège et l'usine Haceb de Copacabana, comptent parmi les principales exportations vers les marchés internationaux. Le développement de ces secteurs a permis à la ville d'être un important centre de la mode.
Dans le secteur du tourisme, Medellín a progressé jusqu'à devenir la troisième destination, en Colombie, pour les visiteurs étrangers[réf. nécessaire].
La région est riche en mines d'or (70 % de la production d'or du pays[réf. nécessaire]).
L'économie de Medellín se caractérise par des niveaux extrêmes de concentration de la richesse.
Le Grupo Empresarial Antioqueño constitue l'un des plus puissants conglomérats de Colombie et d'Amérique latine. En 2021, il représente à lui seul 7,1 % du PIB de la Colombie. Il détient une grande influence sur les autorités publiques, les régimes juridiques, les droits de propriété et les politiques économiques.
Le taux de pauvreté dans la ville est évalué à 32,9 % en 2020 par le département national des statistiques.

## Transports

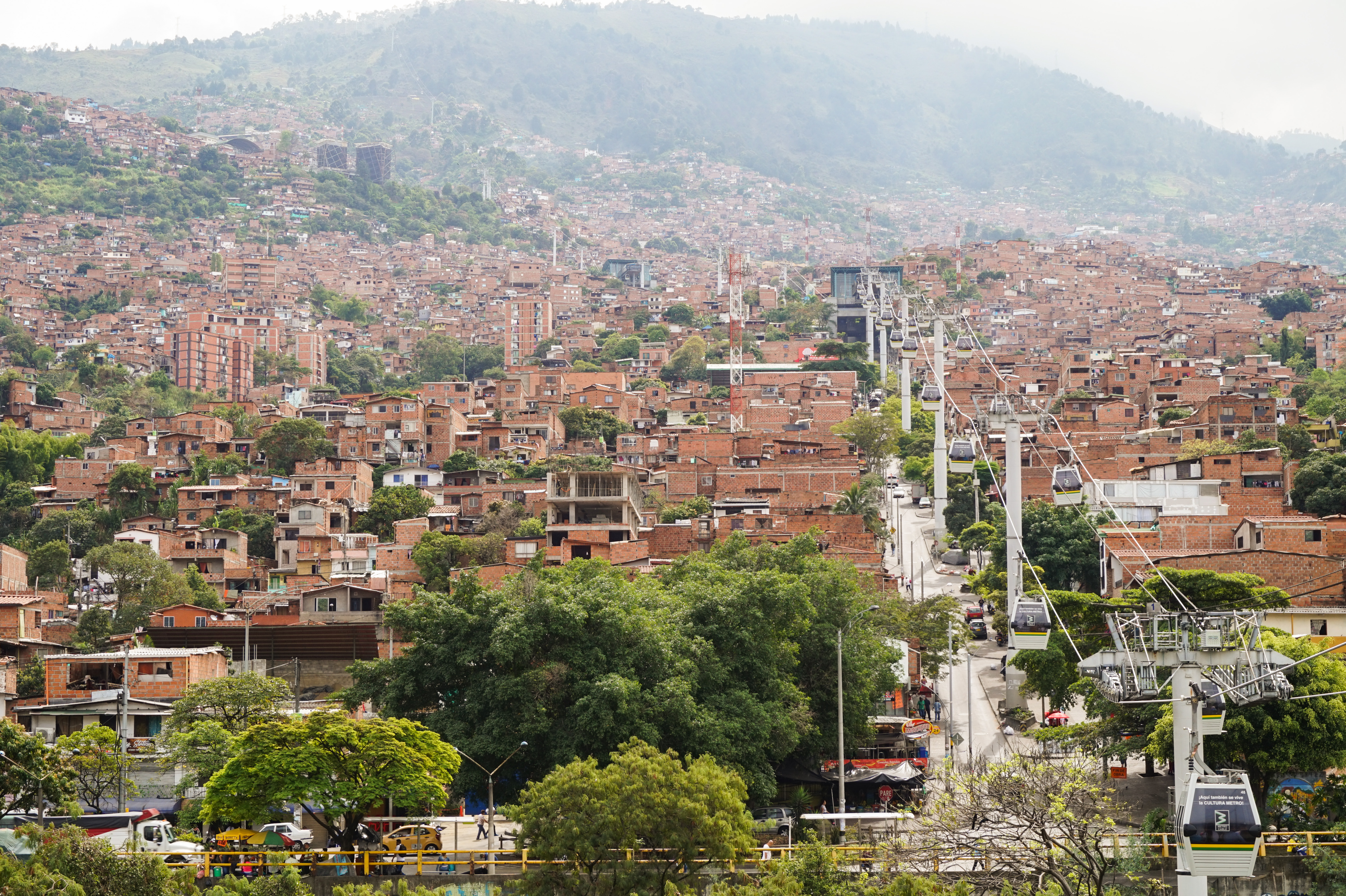
Le système de télécabine de Medellín

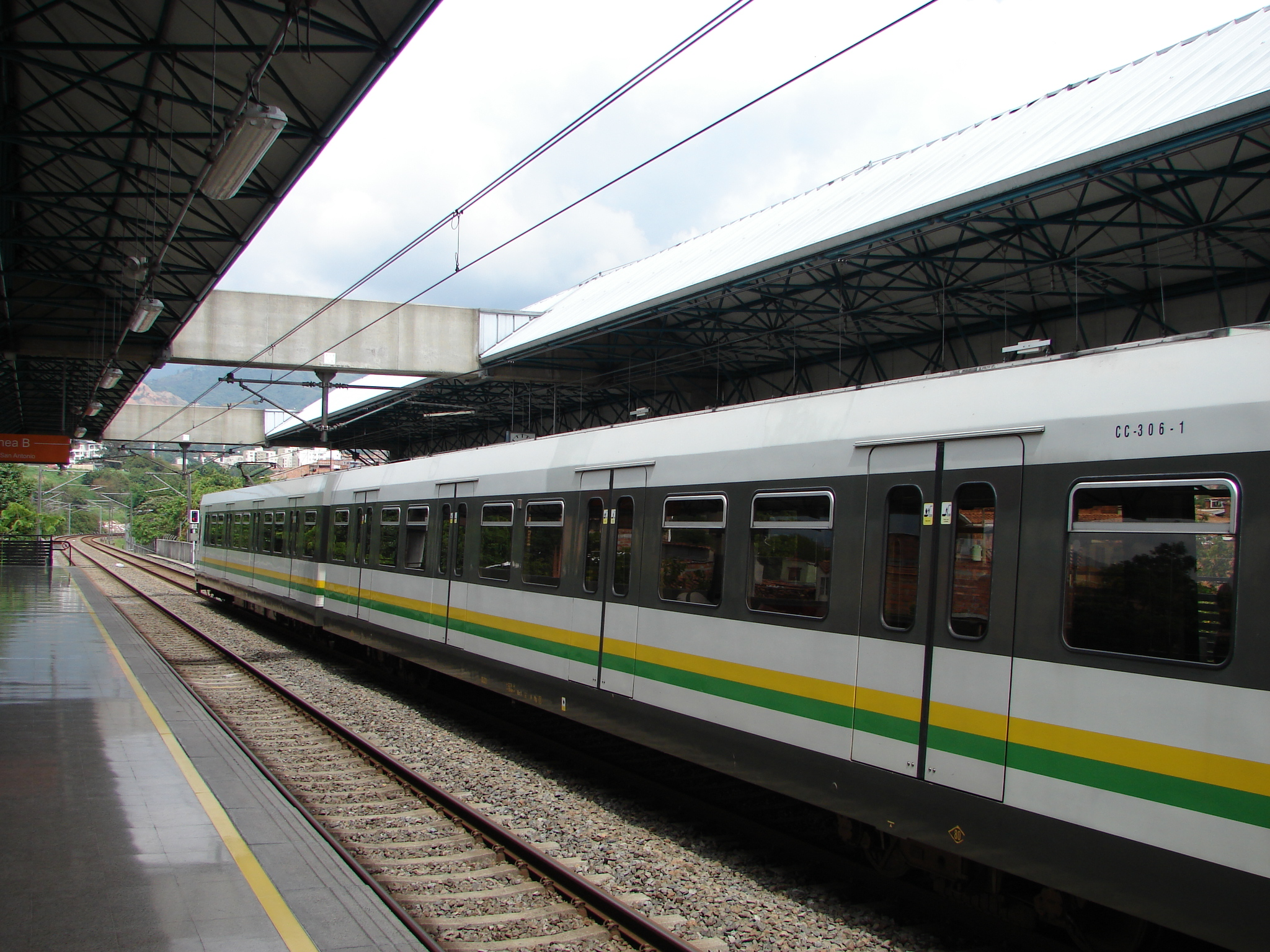
Le métro de Medellín

Medellín est desservie par l'aéroport international José-María-Córdova situé à Rionegro et par l'aéroport régional de Medellín, l'aéroport Olaya Herrera (en).
Les transports interurbains par bus sont assurés depuis le Terminal del norte et le Terminal del Sur.
L'agglomération compte un système complet de transports intégrés (SITVA (en) : Sistema Integrado de Transportes del Valle de Aburrá), dont la carte Cívica permet d'accéder à :
- deux lignes de métro (A, nord-sud depuis 1995, B, centre-ouest depuis 1996) ; une troisième ligne, O, est en projet pour desservir les quartiers ouest du nord au sud :

- la ligne du tramway d'Ayacucho, dite T-A, ouverte en intégralité en 2016. Son tracé fait de déclivités et de courbes a conduit au choix d'un système sur pneus type Translohr[10] ;

- deux lignes de bus électriques (lignes 1 et 2) en site propre (presque partout), le Metroplus (es) reliant le nord-est de la ville avec le sud-ouest : une troisième (ligne 3) est en construction au sud et une quatrième (ligne O - sans voie dédiée) préfigure la future ligne de métro de même nom ;
- cinq lignes de télécabines appelées metrocable, reliant les quartiers escarpés de  Santo Domingo, La Aurora, El Progreso, Villa Sierra et Trece de Noviembre au métro[11] ; ce système n'a pour rival que celui de La Paz, en Bolivie ;
- de nombreuses rutas alimentadoras (« lignes d'alimentation ») empruntées par des busetas (minibus), qui complètent ce maillage.

Ce réseau intégré est complété par :
- de nombreuses lignes de bus et de minibus urbains non incluses dans l'intégration ;
- une sixième ligne de metrocable, à vocation touristique, desservant le parque Arví qui surplombe la ville ;
- les escaliers électriques gratuits de la Comuna 13, dont les huit tronçons desservent le quartier Las Independencias et le Graffiti tour ;
- le système de vélos en libre service EnCicla, également géré par le SITVA.

## Éducation
Medellín est l'un des principaux centres culturels de Colombie avec 24 universités ou collèges d'enseignement supérieur et 22 000 étudiants. Les universités les plus importantes sont :
- les universités publiques Université d'Antioquia et Université nationale de Colombie[12] ;
- les universités privées Escuela de Ingeniería de Antioquia (EIA)[13], CES[14], Universidad EAFIT[15], Université pontificale bolivarienne, Corporación Universitaria Americana et Universidad de Medellín.

## Religion
- Archidiocèse de Medellín

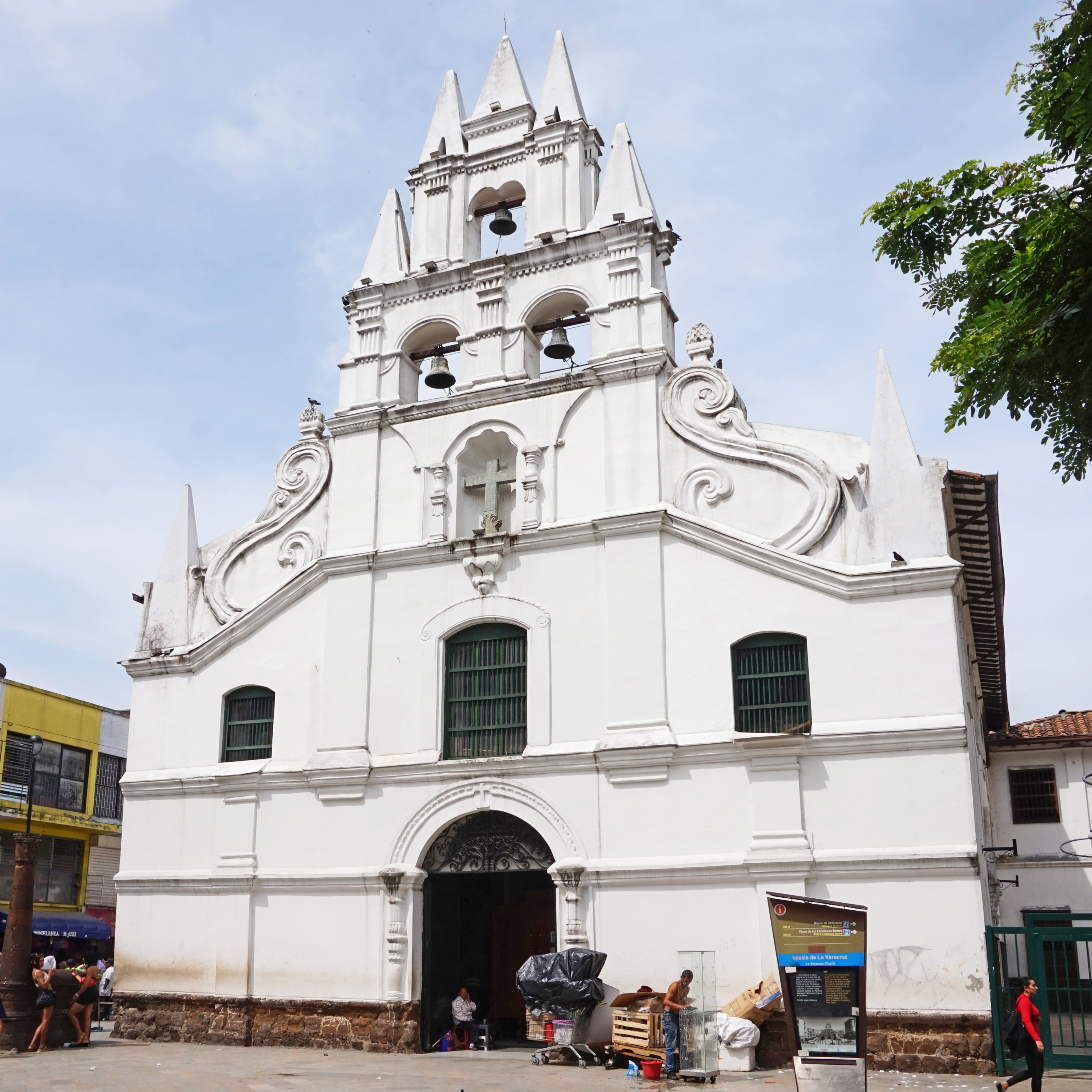
Église de la Veracruz, première église de la ville.

- Cathédrale de l'Immaculée-Conception de Medellín

## Culture et tourisme
La ville mérite son surnom de « Cité des artistes », ayant compté et comptant de nombreux artistes plastiques, théâtres, restaurants-galeries… Medellín est aussi une ville particulièrement animée et commerçante, particulièrement dans ses rues piétonnes (Carabobo, Junin) ou dans le quadrilatère du « Hueco ». 

### Patrimoine
- La cathédrale de l'Immaculée-Conception (en espagnol : Catedral Metropolitana de Medellín, ou Catedral Basílica de Nuestra Señora de la Immaculada Concepción), commencée en 1875, n'a été inaugurée qu'en 1931. D'une architecture équilibrée réinterprétant le classique, elle serait par sa dimension la septième au monde et la première d'Amérique latine[réf. nécessaire]. Elle donne sur l'agréable parque Bolivar, où viennent deviser les vieux paisas, et où se tient un marché artisanal le premier samedi du mois[16].
- La ville ne garde que peu de traces de la période coloniale. L'église de la Candelaria (1776), sur le parque Berrio, et celle de la Vera Cruz (1803), toute proche, sont parmi les rares témoins de l'architecture classique. Les mères de la Candelaria continuent de lutter pour retrouver la trace et perpétuer la mémoire des disparus du conflit armé[17].
- Le Cerro Nutibara (es) est une colline située près du centre de Medellín, au sud. On y trouve une galerie d'art ainsi que le Pueblito paisa, modèle réduit des villages antioqueños traditionnels. Le Cerro el Volador lui fait pendant au nord. Tous deux offrent une vue agréable sur la ville et la vallée d'Aburrá.
- La place Fernando Botero, remodelée en 2000 après la relocalisation du musée d'Antioquia, est le centre touristique de la ville. Dix-sept sculptures monumentales offertes par l'artiste s'y prêtent à d'innombrables selfies[18].
- Sur la place San Antonio, on peut également voir un oiseau du sculpteur, en partie détruit par l'attentat de 1995 qui a fait 28 morts et 200 blessés. Il est conservé en mémoire des victimes, à côté de la réplique actuelle.
- La place Cisneros, ancien marché, abrite aujourd'hui le parque de la Luz (« place de la Lumière »). forêt de 300 de pylônes métalliques lumineux de 24 mètres de haut[19].
- Le « Graffiti tour » déroule depuis 2014 des œuvres de street art à flanc de colline, au sommet des huit tronçons d'escaliers électriques de la Comuna 13, douloureusement marquée par la guerre urbaine de 2001 à 2003.

### Musées
- Le musée d'Antioquia, situé sur le parque Botero dans l'ancienne mairie, présente une importante collection d'œuvres offertes par Fernando Botero : les siennes mais aussi celles d'importants artistes européens, latino-américains et nord-américains du XXe siècle. Le musée présente également de grands artistes paisas et colombiens du XIXe siècle à nos jours, un espace historique et un espace consacré à la poterie traditionnelle et moderne[20].
- La Casa-museo Pedro Nel Gómez, construite par lui-même à Aranjuez (Comuna 4) et où il vécut, est dédiée aux fresques et tableaux du muraliste, peintre, sculpteur, ingénieur et architecte paisa[21].
- Le Museo de Arte Moderno (MAMM), à Ciudad del Rio, contient une collection d'art plastique du XXe siècle, au premier rang desquels la peintre Débora Arango[22].
- La Casa de la memoria est située dans le parc du Bicentenaire, où est planté l'Arbre de vie du sculpteur Leobardo Pérez, fait de milliers d'armes blanches détournées : la Casa de la memoria se consacre à maintenir vivante la mémoire des victimes des périodes de la Violencia et du Conflit armé[23].
- Le Musée ethnographique Miguel Ángel Builes ou MEMAB, dans le quartier Ferrini (Comuna 12), est consacré aux objets quotidiens et/ou rituels et au mode vie des peuples amérindiens, mais aussi afrodescendants, de Colombie, avec notamment des salles consacrées à l'Amazonie et au département d'Antioquia[24].

### Événements
- La Feria de las Flores (es) (fête des Fleurs) se déroule chaque année début août depuis 1957. Son temps fort est le défilé de silleteros (es), lors duquel les horticulteurs de Santa Elena portent leurs silletas (« chaises », en réalité coussins composés d'innombrables fleurs), mais la Feria comporte également des concerts, un défilé de voitures de collection, une promenade cycliste, un site gastronomique, etc.[25].
- La ville est un haut lieu du tango depuis que Carlos Gardel et ses musiciens y ont trouvé la mort en 1935 dans un accident d'avion. Le festival international de tango, Festitango, s'y tient chaque année en juin. La Casa Gardeliana perpétue son souvenir sur l'avenida Gardel, à Manrique, le reste du temps[26].

### Nature et environs
- Le Jardin botanique, comportant entre autres de nombreuses variétés d'orchidées et où se prélassent nombre d'iguanes…
- L'important projet du parque del Rio vise à couvrir la voie express bordant le rio Medellín et à l'aménager en parc végétal sur vingt kilomètres. Seul le premier des huit tronçons prévus est actuellement en service. Le projet est lauréat du prix Le Monde-City 2019[27].
- Le parque de Arví, sur une des montagnes qui surplombent la ville entre 2 500 et 3 000 mètres, est accessible par metrocable, ou par le bus desservant Santa Elena, permettant par la même occasion de visiter certaines de ses fincas de silleteros (voir ci-dessus)[28].
- La plupart des routes qui desservent Medellín sillonnent la montagne et offrent des vues spectaculaires sur la ville (Las Palmas, San Felix — rendez-vous des amateurs de parapente —, autopista norte...) ou sur la cordillère Centrale et le rio Cauca (Via al mar, Santa Barbara...).
- Les touristes qui visitent Medellín ne manquent pas de passer une journée à Guatapé. L'ancienne capitale de l'Antioquia, Santa Fé et plusieurs autres pueblos traditionnels de la région méritent également une visite (El Retiro, Jardín, Jericó...) tant pour leur architecture que pour leurs environs, et pour... la dégustation à toute heure de tinto (café) sur leur place centrale.

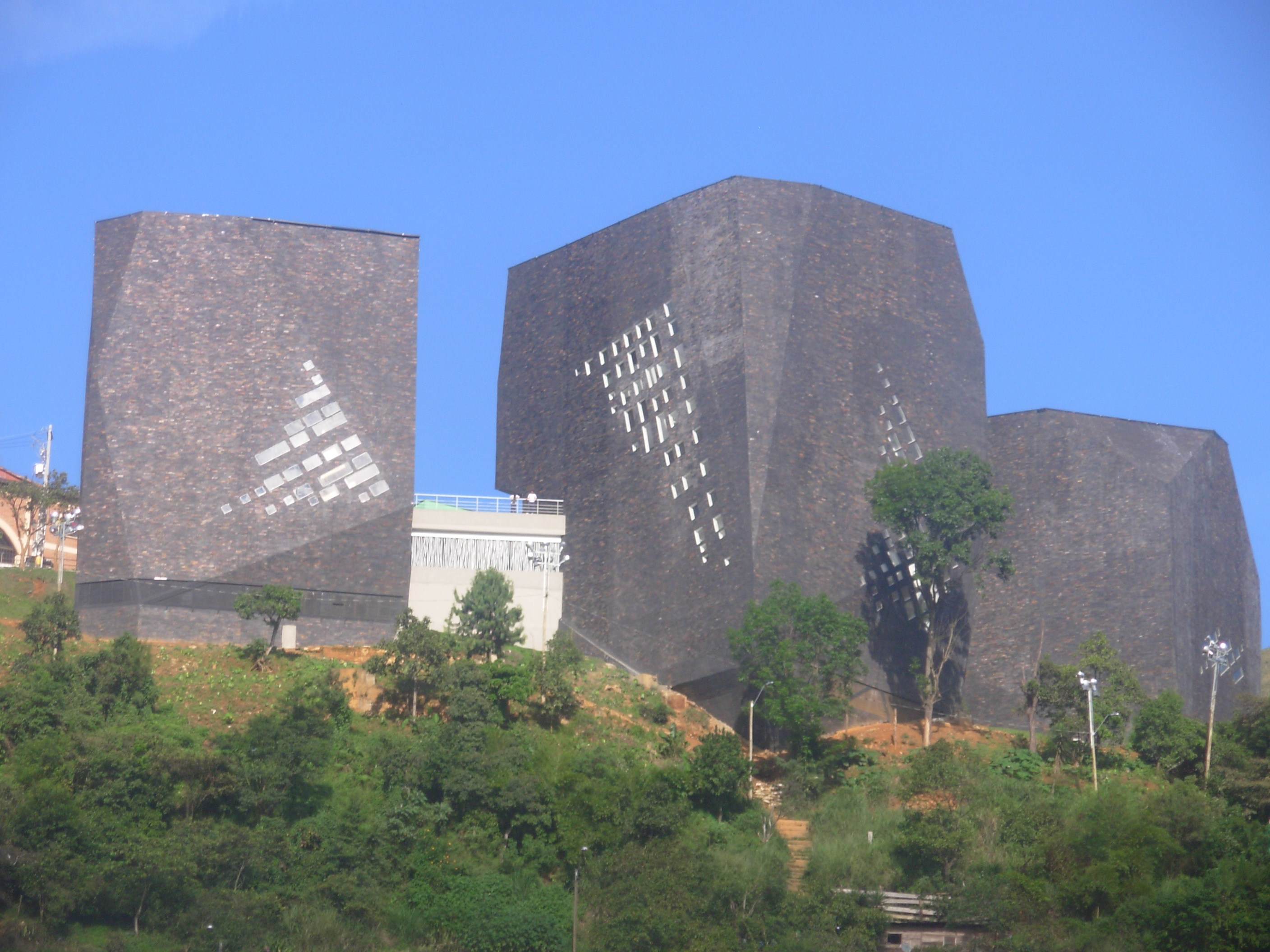
Biblioteca España
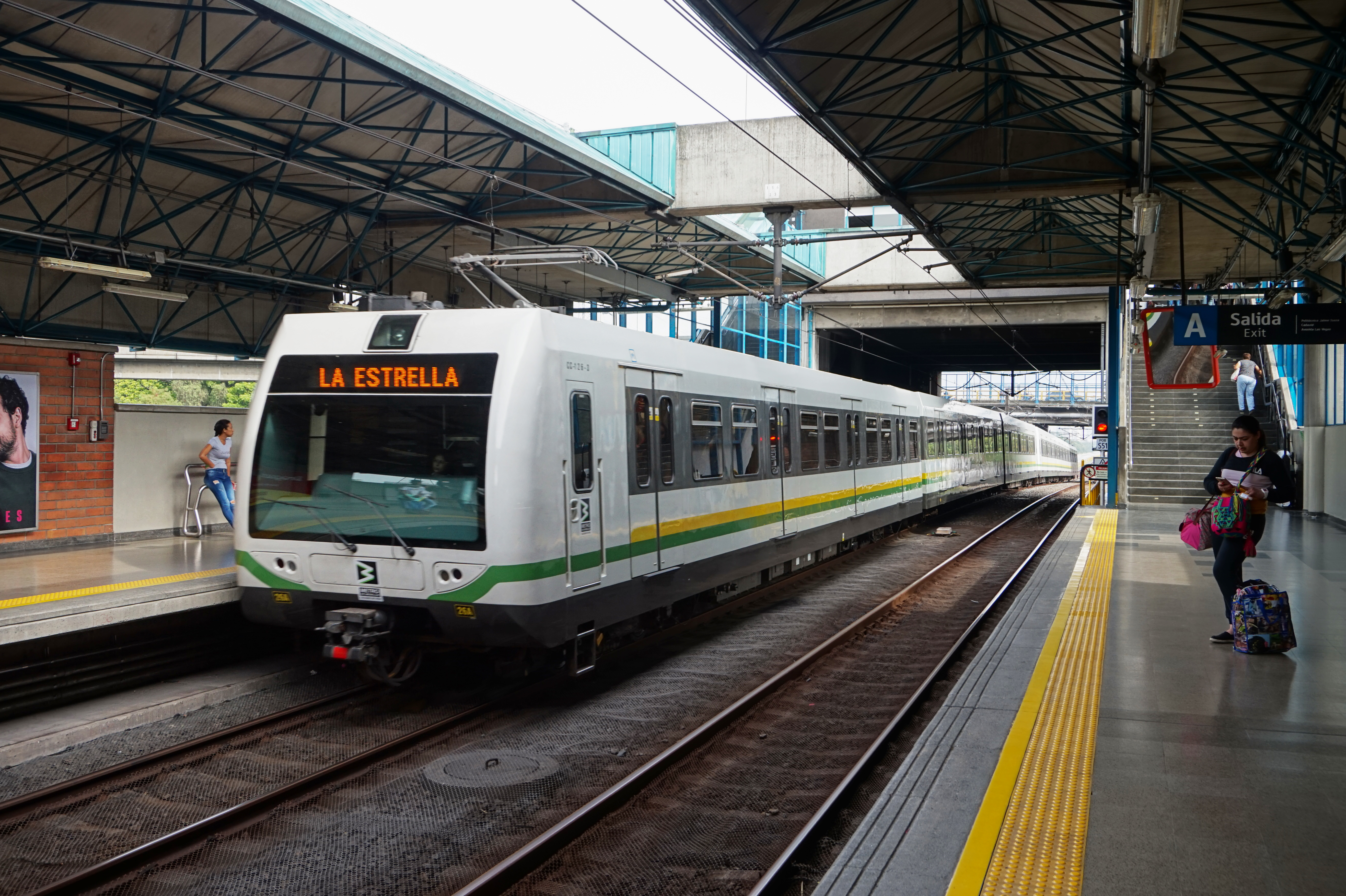
Métro de Medellín en fonction depuis 1995
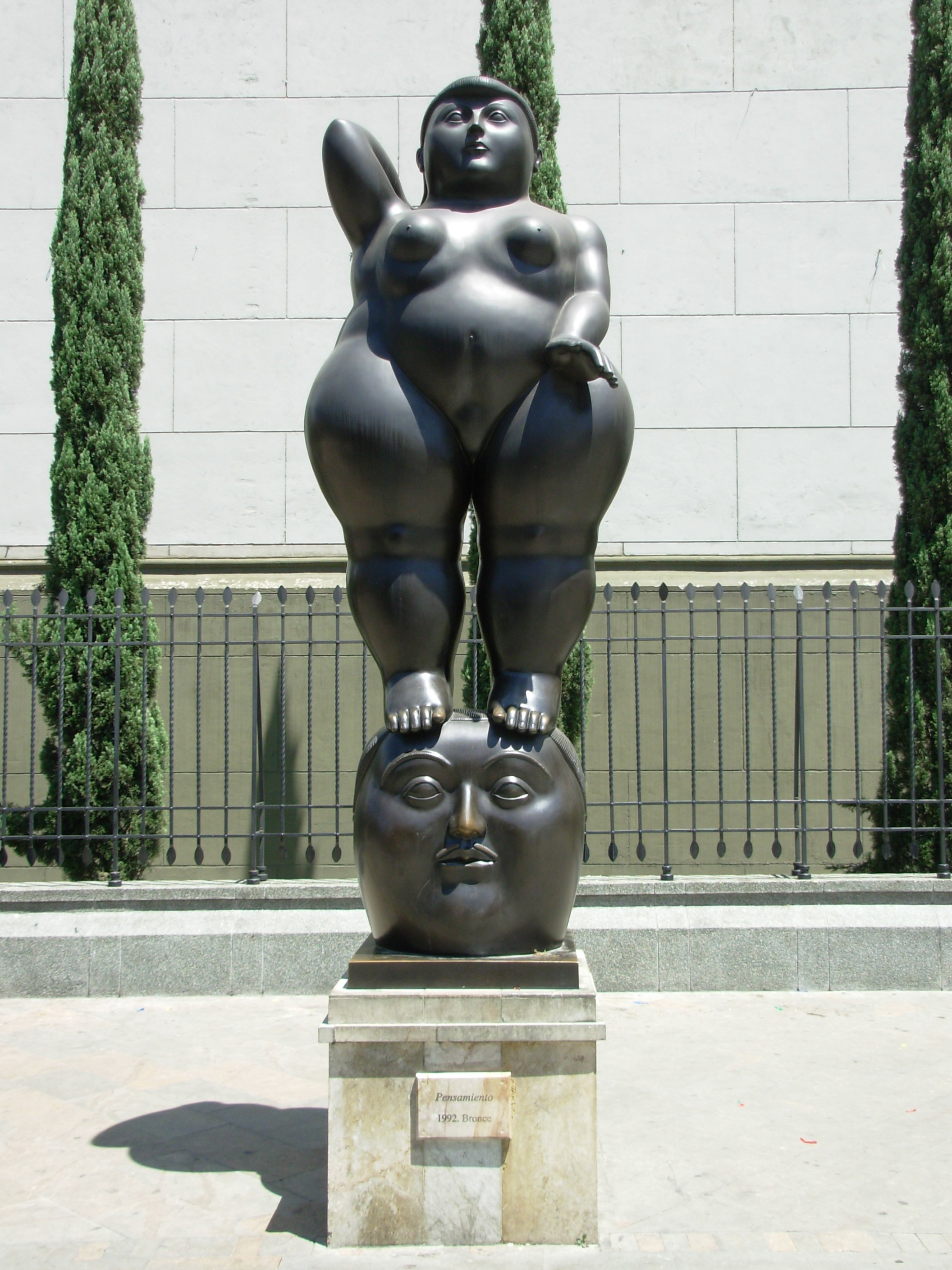
Sculpture de Fernando Botero à Medellín, Plaza Botero, 2007
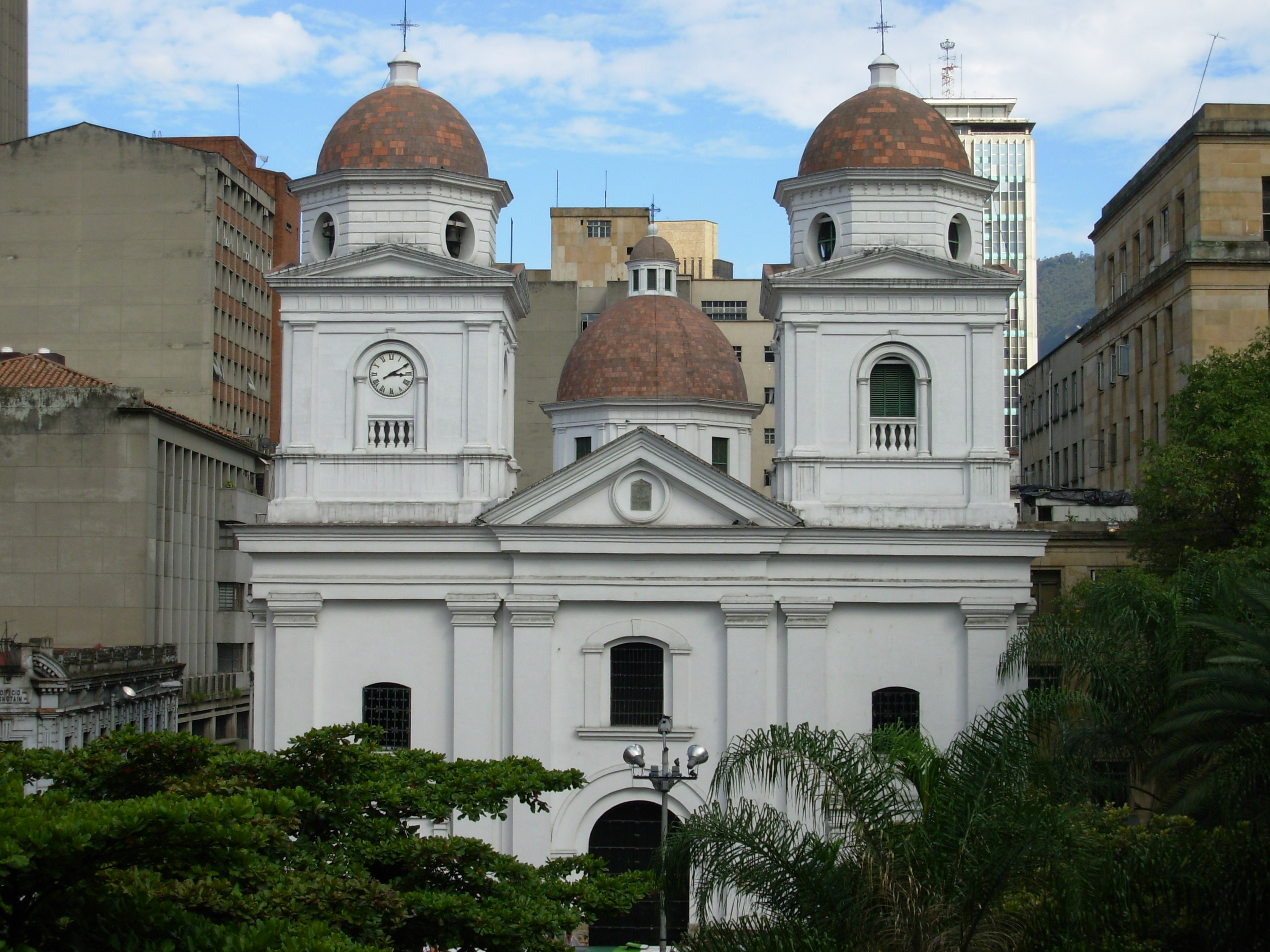
Basílica Menor de Nuestra Señora de la Candelaria
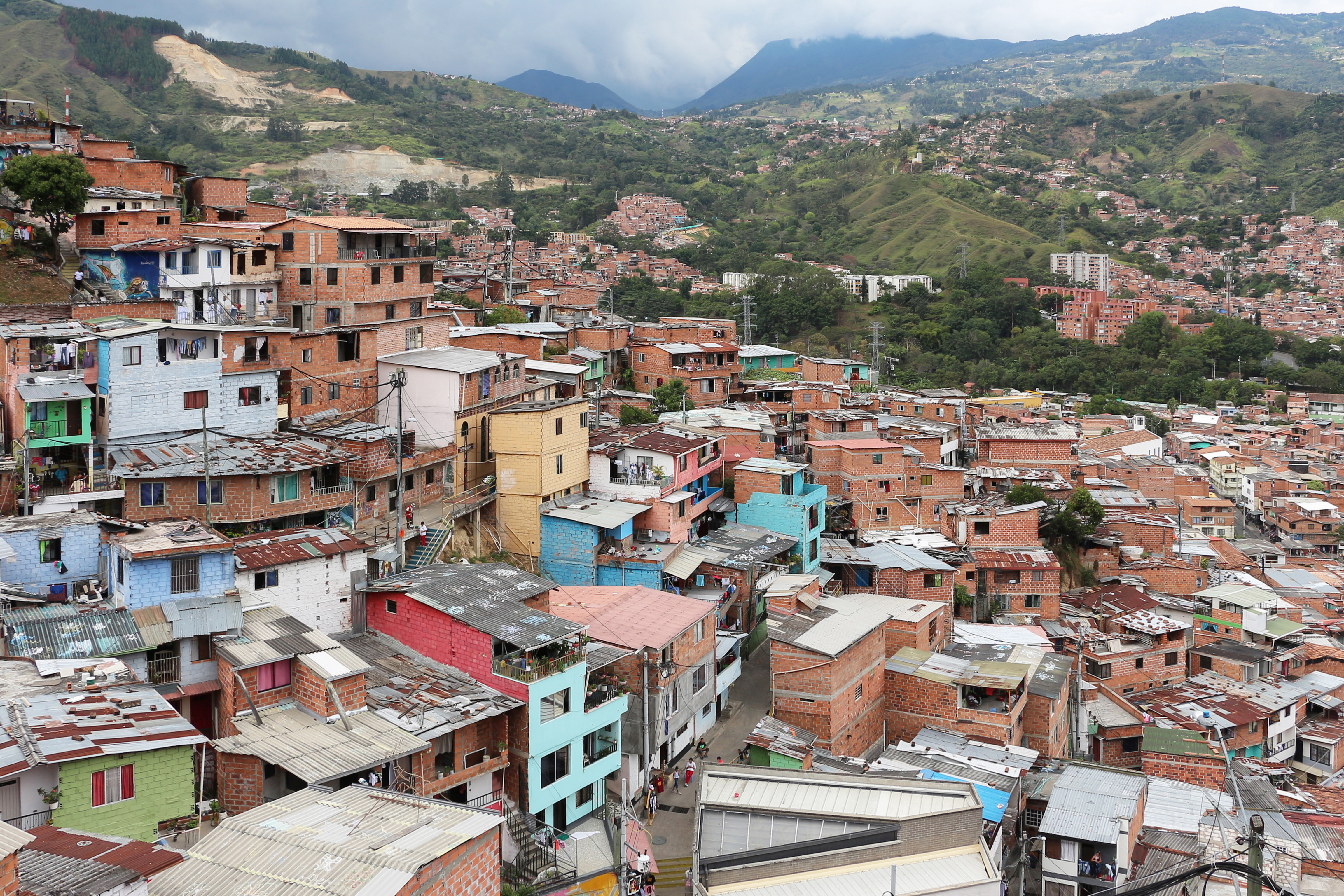
Vue de la Comuna 13

### Prostitution
La prostitution n'est pas nouvelle à Medellín, où elle profitait aux hommes politiques, aux mafieux et aux entrepreneurs, mais se développe fortement depuis quelques années, en lien avec l'augmentation de l'activité touristique. Selon un rapport du ministère colombien de la Défense, les cas de traite (prostitution forcée) ont bondi de 70 % entre 2022 et 2023. Les autorités locales sont en partie responsables de l'aggravation de la situation: « La ville s'est transformée en raison et en faveur du tourisme sexuel, pour faire en sorte que les étrangers continuent à venir. » 

## Symboles

### Drapeau
Le drapeau de Medellín est composé de deux bandes horizontales, couleurs : blanc et vert. Au centre du drapeau se trouve, à cheval sur ces deux bandes, un écusson reproduisant le blason de la ville.

### Héraldique
Le blason de Medellín est de forme XVIe siècle.
| Blason de Medellín | Blason  | Dans le champ d'azur sur pointe de sinople, une tour donjonnée d'or et de sable, chargée d'un bouclier échiqueté de quinze quartiers d'or et d'azur (armes de la Maison de Portocarrero), aux supports d'or, et surmonté d'une couronne d'or, de gueules et de sinople. Sur la tour donjonnée, Nuestra Señora de Candelaria, accostée de deux nuages d'argent, vêtue d'argent, d'or, de gueules, et d'azur parsemé d'étoiles d'or, portant une couronne d'or de même que son enfant qu'elle tient sur son bras senestre et une chandelle dans sa main dextre. Autour d'elle, des rayons d'or représentant les cantons de la ville. |
| Blason de Medellín | Détails | Ces armoiries furent accordées à la ville par le roi Charles II d'Espagne par la Real cédula de Madrid du 31 mars 1678. |

## Personnalités liées à la commune
- Felipe Londoño (1994-), acteur né dans la ville.
- J Balvin  (1985-), chanteur né dans la ville.
- Pablo Escobar  (1949-1993), narcotraficant mort à Medellín.
- Karol G (1991-), chanteuse née à Medellín
- Maluma (1994-), chanteur né dans la ville
- Sergio Higuita (1997-), cycliste professionnel chez Bora-Hansgrohe
- Juanes, chanteur né dans la ville
- Fernando Botero (1932-2023), peintre et sculpteur né dans la ville et mort à Monaco

## Relations internationales

### Jumelage
La ville de Medellín est jumelée avec les villes suivantes :
- Maracay, Venezuela ;
- Bogota, Colombie ;
- Buenos Aires, Argentine ;
- Cali, Colombie ;
- Fort Lauderdale, États-Unis[31] ;
- Monterrey, Mexique ;
- Tacuarembó, Uruguay[32] ;
- Barcelone, Espagne ;
- Bilbao, Espagne ;
- Chicago, États-Unis ;
- Saragosse, Espagne ;
- Valparaíso, Chili ;
- Milan, Italie ;
- Gold Coast, Australie ;
- Inverness, Royaume-Uni ;
- Rosario, Argentine ;
- Oxford, Royaume-Uni ;
- Guadalajara, Mexique ;
- Varna, Bulgarie ;
- Nankin, Chine ;
- Lima, Pérou ;
- Quito, Équateur.